# Четена Раван
Четена Раван (словен. Četena Ravan) је насељено место у општини Горења Вас-Пољане, Горењска регија, Словенија.

## Историја
До територијалне реорганизације у Словенији била је у саставу старе општине Шкофја Лока.

## Становништво
У попису становништва из 2011. године, Четена Раван је имала 40 становника.
| Број становника према пописима | Број становника према пописима | Број становника према пописима |
| ------------------------------ | ------------------------------ | ------------------------------ |
| 1991                           | 2002                           | 2011                           |
| 33                             | 36                             | 40                             |

Напомена: Године 2016. извршена је мања размена територија између насеља Запревал, Подврх и Четена Раван.